# Со-Таванн, Никола-Шарль де
Никола-Шарль де Со-Таванн (фр. Nicolas de Saulx-Tavannes; 19 сентября 1690, Париж, королевство Франция — 10 марта 1759, там же) — французский кардинал. Епископ Шалона с 24 сентября 1721 по 17 декабря 1733. Архиепископ Руана и примас Нормандии с 18 декабря 1733 по 10 марта 1759. Великий раздатчик милостыни Франции с 1 января 1748 по 10 марта 1759. Кардинал-священник с 5 апреля 1756.